# Константин Огнянович
Константин Огнянович е български просветен деец от сръбски произход.

## Биография
Той е роден през 1798 година в Панчево в Банатска Крайна, владение на Австрия. През 1821 година става учител във Видин, а през 1822 година основава училище във Враца, където е покровителстван от местния чорбаджия Димитраки Хаджитошев. През 1827 година Хаджитошев е обвинен в заговор и е убит. Огнянович е арестуван за кратко, след което се премества в Габрово. Там той открива ново училище през 1834 година. Въпреки че познава в съвършенство гръцкия език, Огнянович предпочита да води обучението на разговорен български. Под неговото ръководство своето начално образование там получават такива по-късни дейци на българското Възраждане като Кръстю Пишурка, Козма Тричков и Христо Бошнаков. Огнянович, подобно на Паисий Хилендарски, осъжда българите, загдето се отричат от своя род и език. По-късно живее в Цариград, където през 1842 година издава „Календар за лето 1843“, един от първите български църковни календари. През 1844 година Огнянович свързва Неофит Бозвели с Михаил Чайковски, който оказва подкрепа на българската кауза в споровете с Цариградската патриаршия.
Константин Огнянович умира през 1858 година във Виена.

## Съчинения
Житие светаго Алексия Человека Божия. Буда, 1833.